# Хлорид рения(VI)
Хлорид рения(VI) — неорганическое соединение, 
соль металла рения и соляной кислоты
с формулой ReCl6,
тёмно-зелёная жидкость.

## Получение
- Хлорирование свежевосстановленного рения:

{\displaystyle {\mathsf {Re+3Cl_{2}\ {\xrightarrow {600^{o}C}}\ ReCl_{6}}}}

## Физические свойства
Хлорид рения(VI) образует тёмно-зелёную жидкость, красно-коричневую в проходящем свете,
устойчив в инертной атмосфере.

## Химические свойства
- В присутствии следов кислорода образует окситетрахлорид рения:

{\displaystyle {\mathsf {2ReCl_{6}+O_{2}\ \xrightarrow {} \ 2ReOCl_{4}+2Cl_{2}}}}
- В кислородной атмосфере образует окситетрахлорид рения:

{\displaystyle {\mathsf {2ReCl_{6}+3O_{2}\ {\xrightarrow {}}\ 2ReO_{3}Cl+5Cl_{2}}}}